# Umberto Louzer
Umberto Lourenço Louzer Filho (Vila Velha, Espírito Santo, Brasil; 24 de febrero de 1980) es un exfutbolista y entrenador brasileño. Actualmente está en el Grêmio Novorizontino.

## Trayectoria

### Como futbolista
Conocido como Umberto durante sus días como jugador, fue un joven salido de las canteras del Paulista. En 2005 se incorporó a Marília, pero se trasladó a Guarani en mayo de ese año.
Después de dos años presentando escasamente en Bugre, Umberto fichó por el Atlético Sorocaba. El 27 de enero de 2010, tras representar a Sendas e Ituiutaba, se presentó en la Juventude. 
El 11 de octubre de 2011 acordó un contrato con Caxias. Regresó a su primer club Paulista en 2014 y se retiró ese año a la edad de 34 años.

### Como entrenador
Comenzó su carrera directiva con la configuración juvenil del Paulista en 2016, siendo ascendido como asistente del primer equipo al año siguiente. En febrero de 2017 fue anunciado asistente de otro club al que representaba como jugador, el Guaraní.
El 3 de enero de 2018 fue nombrado entrenador de Guarani. El 19 de abril, después de llevar al club a un título del Campeonato Paulista Série A2, renovó su contrato por un año más.
Louzer fue despedido el 13 de noviembre de 2018 y posteriormente estuvo a cargo de Vila Nova y Coritiba durante la temporada 2019. El 17 de febrero de 2020 fue nombrado al frente de Chapecoense.El 14 de abril de 2021, dejó su cargo después de ganar el Campeonato Catarinense 2020 y el Campeonato Brasileño Série B 2020. Al día siguiente, fue nombrado director técnico del Sport Recife de la Serie A.El 23 de agosto de 2021, abandonó su cargo por mutuo acuerdo.
El 22 de febrero de 2022, se hizo cargo del Atlético Goianiense.El 15 de mayo del mismo año, fue despedido después de un mal comienzo en la Serie A.El 22 de junio siguiente, reemplazó a Eduardo Baptista al frente del Juventude, pero fue relevado de sus funciones el 3 de octubre.
En noviembre de 2022, Louzer fue nombrado como entrenador del CRB de cara a la temporada 2023.A pesar de ganar el Campeonato Alagoano 2023, fue despedido el 27 de mayo de 2023, después de un mal comienzo en la Série B.
El 13 de junio de 2023, regresó a Guarani y reemplazó a Bruno Pivetti.En febrero de 2024, fue despedido de su cargo.Dos días más tarde, inició una nueva etapa en Chapecoense.El 4 de agosto, dejó su cargo por decisión propia.
En agosto de 2024, comenzó su segundo ciclo en Atlético Goianiense.El 29 de octubre, presentó su renuncia al cargo luego de una serie de malos resultados.
El 30 de noviembre de 2024, fue confirmado como técnico del CRB de cara a la temporada 2025. En marzo de 2025, fue relevado de sus funciones por decisión de la directiva del club.

## Trayectoria
| Futbolista        |                      |      |      |
| País              | Club                 | Año  | Año  |
| Bandera de Brasil | Paulista             | 1999 | 2004 |
| Bandera de Brasil | Marília              | 2005 | 2005 |
| Bandera de Brasil | Guarani              | 2005 | 2007 |
| Bandera de Brasil | Atlético Sorocaba    | 2008 | 2008 |
| Bandera de Brasil | Ituiutaba            | 2009 | 2009 |
| Bandera de Brasil | Juventude            | 2010 | 2011 |
| Bandera de Brasil | Caxias               | 2012 | 2013 |
| Bandera de Brasil | Paulista             | 2014 | 2014 |
| Entrenador        |                      |      |      |
| País              | Club                 | Año  | Año  |
| Bandera de Brasil | Guarani              | 2018 | 2018 |
| Bandera de Brasil | Vila Nova            | 2019 | 2019 |
| Bandera de Brasil | Coritiba             | 2019 | 2019 |
| Bandera de Brasil | Chapecoense          | 2020 | 2021 |
| Bandera de Brasil | Sport Recife         | 2021 | 2021 |
| Bandera de Brasil | Atlético Goianiense  | 2022 | 2022 |
| Bandera de Brasil | Juventude            | 2022 | 2022 |
| Bandera de Brasil | CRB                  | 2023 | 2023 |
| Bandera de Brasil | Guarani              | 2023 | 2024 |
| Bandera de Brasil | Chapecoense          | 2024 | 2024 |
| Bandera de Brasil | Atlético Goianiense  | 2024 | 2024 |
| Bandera de Brasil | CRB                  | 2025 | 2025 |
| Bandera de Brasil | Grêmio Novorizontino | 2025 | 2025 |

## Palmarés

### Como entrenador

#### Campeonatos regionales
| Título                       | Club                | País   | Año  |
| ---------------------------- | ------------------- | ------ | ---- |
| Campeonato Paulista Série A2 | Guarani             | Brasil | 2018 |
| Campeonato Catarinense       | Chapecoense         | Brasil | 2020 |
| Campeonato Goiano            | Atlético Goianiense | Brasil | 2022 |
| Campeonato Alagoano          | CRB                 | Brasil | 2023 |

#### Campeonatos nacionales
| Título                       | Club        | País   | Año  |
| ---------------------------- | ----------- | ------ | ---- |
| Campeonato Brasileño Serie B | Chapecoense | Brasil | 2020 |